# Peter Buch
Peter Christian Nouvel Buch (født 8. april 1816 i København, død 1. marts 1904 på Frederiksberg) var en dansk jurist.

## Karriere
Han var søn af urtekræmmer Peter Nicolai Valentin Buch (1788-1833) og Anna Marie født Schleyer (1784-1870). Buch blev 1833 privat dimitteret til universitetet, 1836 juridisk kandidat og 1839 volontær i Danske Kancelli. Han fik 1840 guldmedaljen for besvarelsen af en året i forvejen udsat juridisk prisopgave (en processuel afhandling om appel). Bedømmerne af hans prisafhandling — M.H. Bornemann, J.E. Larsen, A.W. Scheel og F.C. Bornemann — understregede Buchs klare og konsekvente tanke, som var suppleret med skarpsindighed og en eminent hukommelse. 
Buch blev 1843 kancellist og fungerede fra 1843-46 som protokolfører ved Stænderforsamlingerne i Roskilde og Viborg.  Han blev 1847 assessor i Viborgs Landsoverret, 1861 justitsråd, samme år assessor i Højesteret og 1880 til 1897 justitiarius i Højesteret. Efter sin pensionering var han fra 1897 ekstraordinær assessor i Højesteret. Hans virke var kendetegnet ved et retsind, som aldrig blev draget i tvivl; selv ikke under provisorietidens politiske kampe, som også ramte Højesteret.
Han bidrog ikke til litteraturen, men til brug for Den Suhrske Stiftelse, hvis administrerende direktør han var 1885-1904, dikterede han — helt blind — på sit dødsleje en lille opsats Nogle Bemærkninger om Stiftelsers Skattepligt, hvilken fremkom posthumt i Ugeskrift for Retsvæsen, 1904, s. 238 ff.
Buch blev justitsråd 1861, Ridder af Dannebrogordenen 1866, Dannebrogsmand 1876, 1878 Kommandør af 2. grad, 1881 Kommandør af 1. grad og 1885 Storkors af Dannebrog. 1894 fik han Elefantordenen.
Bortset fra, at Buch 1850-55 var borgerrepræsentant i Viborg, deltog han ikke i det offentlige eller politiske liv, dog var han nogle gange stiller for professor Adolph Steen. Buch var en meget reserveret, beskeden og fåmælt person, som ikke ønskede unødig offentlig opmærksomhed.
29. maj 1852 i Tapdrup Kirke ægtede han Bertha Købke (24. marts 1828 i Fredericia – 25. december 1904 på Frederiksberg), datter af oberstløjtnant Niels Christian Købke (1793-1849) og Mette Marie, født Bruun (1798-1888).
Han er begravet på Solbjerg Parkkirkegård.
Der findes portrætmalerier af Constantin Hansen fra 1863 og August Jerndorff fra 1900 (privateje). Portrætteret på xylografi (efter tegning af Knud Gamborg) af Holstebrosagen for Højesteret 1885.